# القوقاز
القوقاز أو القفقاز أو القفقاس أو بلاد القَبْق منطقة جغرافية سياسية تقع عند حدود أوروبا وآسيا، وهي موطن جبال القوقاز، بما فيها أعلى جبل في أوروبا، جبل ألبروز. وغالباً ما يقسم القوقاز إلى القوقاز الجنوبي والقوقاز الشمالي.

## أصل الكلمة
أصل الكلمة هي قوقاز، جد الشمالي قوقازيين. وكان قوقاز ابن توغارما، حفيد يافث ثالث أبناء نوح. تبعاً للينوتي مروفيلي، وبعد سقوط برج بابل وتقسيم البشرية إلى لغات مختلفة، استقر توغارما مع أبنائه: كارتلوس، هايك (بالجورجية: ჰაოს، هاوس)، موفاكوس، ليكوس (شعب لاك)، هيروس (مملكة هيريتي)، قفقاس، إيغروس (مملكة إيغريسي) بين جبلين من المستحيل الوصول إليهما، حيث يعتقد أنهما ألبروز وأرارات.

## الجغرافيا والبيئة
تقع جبال القوقاز السفلية في منطقة الشرق الأوسط الكبير. حيث تعتبر هذه المناطق الحد الفاصل بين أوروبا وآسيا، وتعد مناطق القوقاز واقعة في واحدة من تلك القارتين أو كلتاهما. يعد جبل ألبروز أعلى مناطق القوقاز بارتفاع يصل إلى 5,642 م في غربي السيسقوقاز في روسيا، كما يعد الجبل أعلى نقطة في أوروبا (بالنسبة لمن يعد القوقاز أوروبياً).
يعد القوقاز أكثر المناطق تنوعاً من الناحيتين اللغوية والثقافية على وجه الأرض. يتألف القوقاز من الدول القومية السوفيتية سابقاً جورجيا وأرمينيا وأذربيجان، أما القوقاز الروسي فيتألف من كراسنودار كراي، ستافروبول كراي، أديغيا، قراتشاي - تشيركيسيا، قبردينو - بلقاريا، الشيشان، إنغوشيا، أوسيتيا الشمالية وداغستان. كما يضم القوقاز ثلاث دول أعلنت استقلالها غير المعترف بها دولياً وهي: أبخازيا وأوسيتيا الجنوبية وقرة باغ.
يعد القوقاز منطقة ذات أهمية بيئية كبيرة. حيث يحوي حوالي 6400 صنفا من النباتات، و1600 منها موطنه الأصلي القوقاز. تضم الحياة البرية القوقازية نمور، دببة بنية، ذئاب، ثيران أوروبية، مارال ونسور ذهبية. بين اللافقاريات، يوجد حوالي ألف نوع من العناكب. وتضم الأراضي الطبيعية غابة مختلطة، مع مناطق غنية بالأراضي الصخرية فوق المناطق الشجرية. ويوجد أيضاً في القوقاز كلب فريد من نوعه من حيث الضخامة والقوة وهو كلب الراعي القوقازي (أوفتشاركا).
يدعى القسم الشمالي من القوقاز بالسيسقوقاز، والجزء الجنوبي بالترانسقوقاز.
يحوي السيسقوقاز الغالبية الأكبر من جبال القوقاز الكبيرة، ويضم جنوب غرب روسيا والمناطق الشمالية من جورجيا وأذربيجان.
يحد الترانسقوقاز من الشمال روسيا، ومن الغرب البحر الأسود وتركيا، ومن الشرق بحر قزوين، ومن الجنوب إيران. ويضم كلاً من جبال القوقاز والمناطق المحيطة المنخفضة، أرمينيا، أذربيجان (عدا المناطق الشمالية) وجورجيا (عدا المناطق الشمالية).

## التاريخ

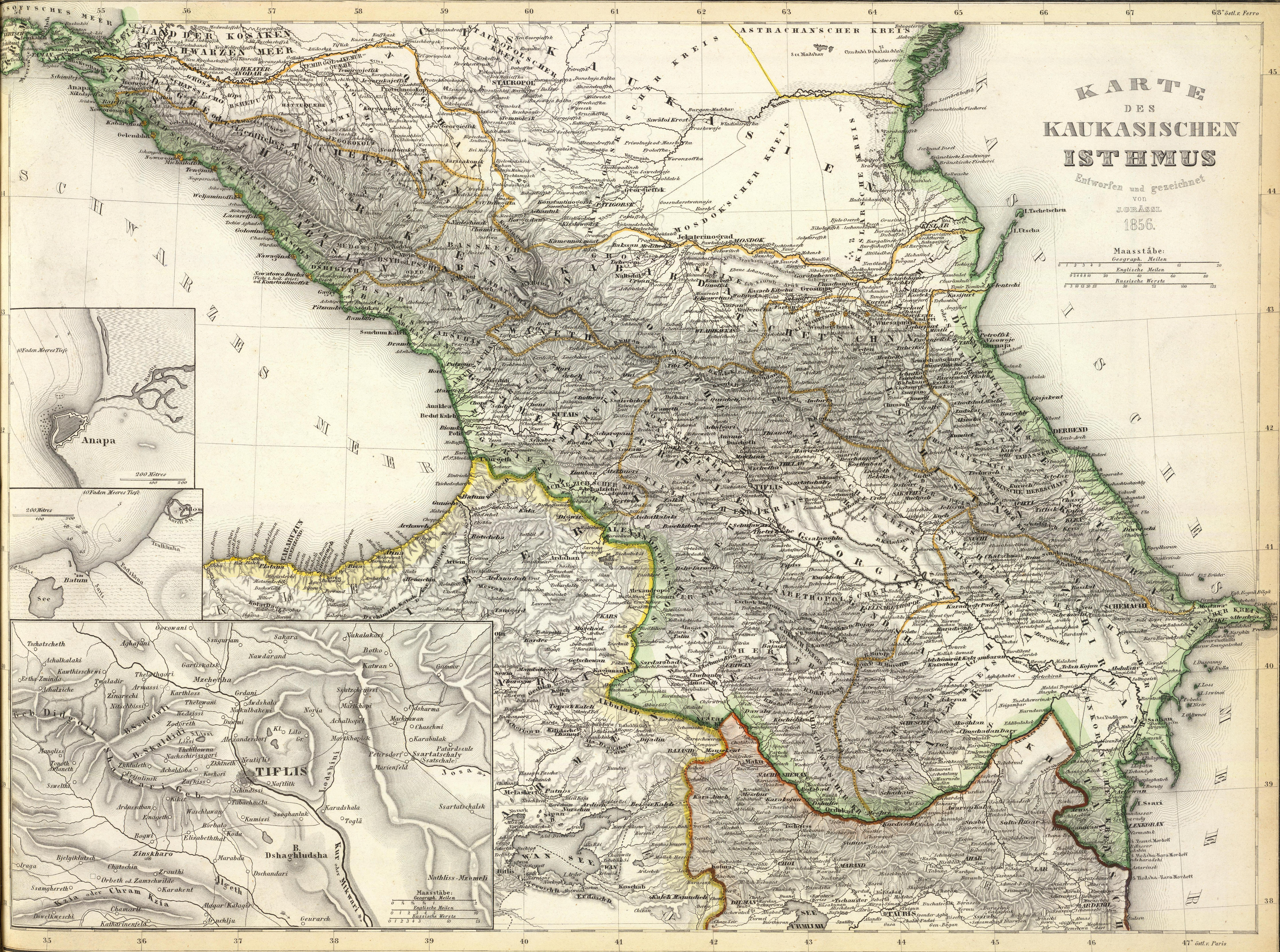
خريطة للقوقاز، رسمها ج. غراسل في 1856.

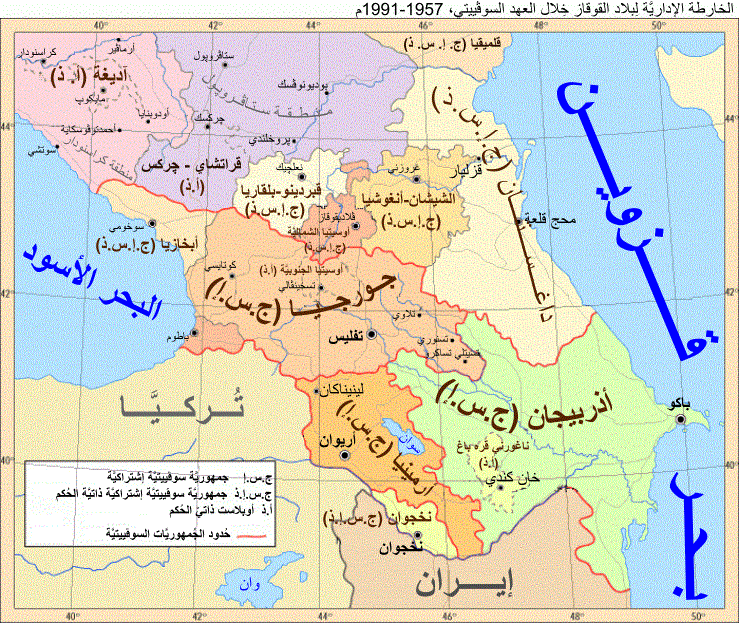
تقسيمات القوقاز في الإتحاد السوفياتي، 1952-1991.

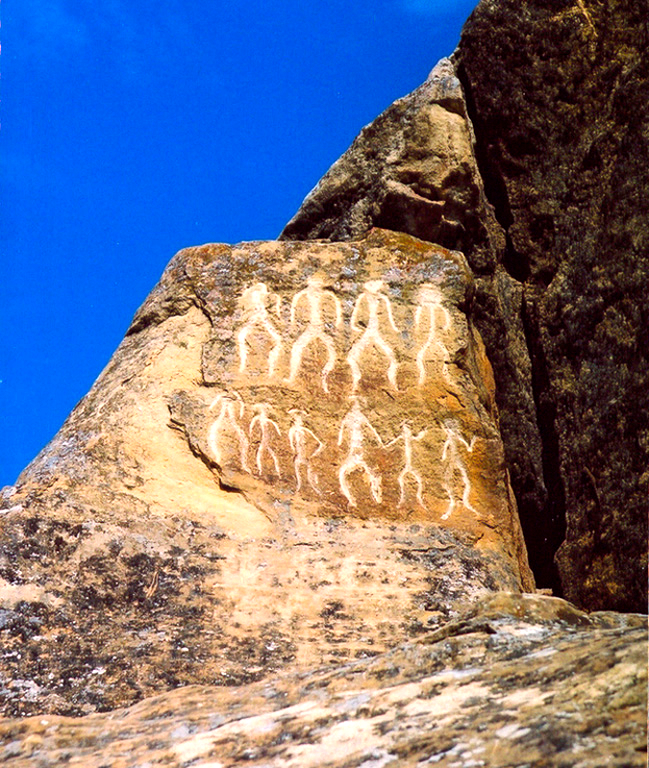
نقوش حجرية في غوبوستان، أذربيجان تعود إلى سنة 10,000 قبل الميلاد.

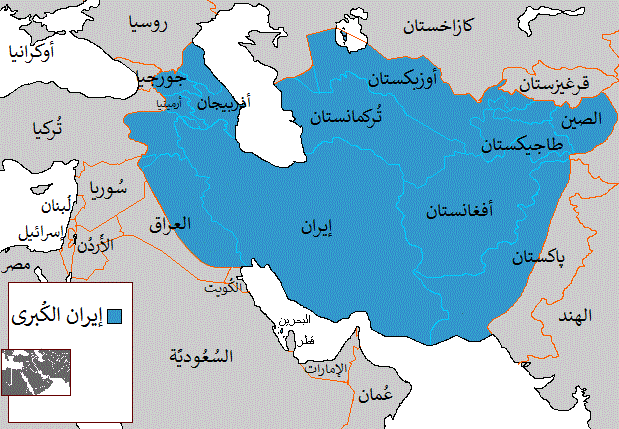
خريطة توضح حدود الدولة الفارسية التي تضم بعضا من ماوراء القوقاز

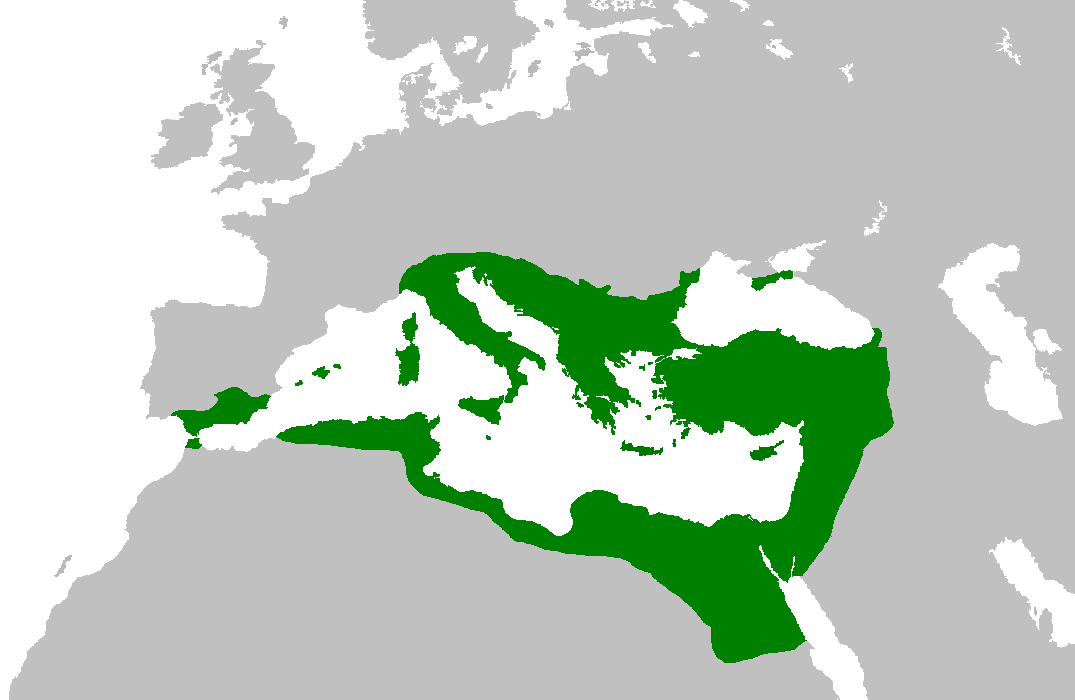
خريطة توضح أقصى اتساع للامبراطورية البيزنطية

كانت بلاد القوقاز في التاريخ مقراً للصراعات السياسية والعسكرية والدينية والثقافية والعمليات التوسعية عبر القرون. كان إقليما «إيروان» و«نخجوان» في ماوراء القوقاز في البداية إقليمان حدوديان من الدولة القاجاريةالعالم الإيراني، في بداية القرن التاسع عشر، اقتطعت الإمبراطورية الروسية المنطقة من القاجاريون.وفق معاهدة تركمانجاي سنة 1828
ضمت ممالك ما وراء القوقاز القديمة أرمينيا، وألبانيا، كولخيس وإيبيريا، من بين ممالك أخرى. وضمت هذه الممالك لاحقاً إلى إمبراطوريات إيرانية متنوعة، منها ميديا، الإمبراطورية الأخمينية، الإمبراطورية البارثينية والإمبراطورية الساسانية. وبحلول ذلك الوقت، أصبحت المجوسية الديانة المسيطرة في المنطقة؛ بينما عرف في شمال القوقاز ممالك اللاز والآلان والسند والجيش الذهبي وأقام غرب شمالي القوقاز علاقات صداقة وتجارة مع الامبراطورية البيزنطية بحسب ما جا في كتاب أصل الشركس للبروفسور آيتق ناميتوق، وكتاب تهجير الشركس .
ولقد أسلم القسم الشرقي من شمالي القوقاز على يد التجار المسلمين بعد أن توقفت الفتوحات التي أرسلها الخليفة عمر بن الخطاب عند باب الأبواب.
وفي حين اسلم النبلاء باكرا في القسم الغربي إلا أن إسلام السكان تأخر حتى مجيء البعثات من الدولة العثمانية، التي صارالقفقاسيون الشماليون يدينون فيها لخليفة المسلمين بالولاء كزعيم روحي لهم، ثم مرت المنطقة في تحول ديني كبير بعد ذلك. بسبب الصراع الكبير بين فارس وروما، ولاحقاً بيزنطة، إذ قامت الأخيرة باحتلال المنطقة عدة مرات، إلا أنها لم تستطع السيطرة عليها لوقت طويل.
بدأت الديانة المسيحية بالإطاحة بالديانة المجوسية، نتيجة لاعتناق جورجيا وأرمينيا المسيحية. ثم وقعت منطقة ماوراء القوقاز بعد ذلك لحكم العرب بعد الفتح الإسلامي لفارس. حافظت أرمينيا وغالبية جورجيا على مسيحيتهما، وقام الملك الجورجي ديفيد البنّاء بإخراج المسلمين من المنطقة. فتحت المنطقة بعد ذلك من قبل السلاجقة، والعثمانيين، والمغول، والمماليك والخانات المحلية، ومرة أخرى من فارس، حتى قدوم الاحتلال الروسي. واستسلموا سريعا لروسيا ليضعوا شمالي القفقاس بين فكي كماشة في الحرب الروسية الشركسية حيث وقعت روسيا والمملكة الجورجية الشرقية كارتلي كاخيتي معاهدة جورجيفسك عام 1783م، حسب ما ورد في تاريخ جورجيا.
توحدت دول ما وراء القوقاز في كيان سياسي واحد مرتين - خلال الحرب الأهلية الروسية (جمهورية جنوب القوقاز الديمقراطية) من 9 أبريل 1918 حتى 26 مايو 1918، وتحت الحكم السوفياتي (جمهورية ما وراء القوقاز السوفيتية الاشتراكية) من 12 مارس 1922 حتى 5 ديسمبر 1936.
في العصور الحديثة، كان ما وراء القوقاز ساحة قتال بين الدولة العثمانية، وإيران وروسيا، حتى احتل أخيراً من قبل روسيا.
اما شمالي القوقاز فقد اتحد خلال الثورة البلشفية في جمهورية شمال القوقاز الجبلية ولكنهُ جزء في العهد السوفييتي إلى تسعة كيانات صغيرة.
في العقد الرابع من القرن العشرين، تم ترحيل بشكل جماعي 480,000 من الشيشانيون الإنغوش، و120,000 من البلقار، القراشاي والأتراك الجورجيين، 200,000 من الأكراد والقوقازيين الألمان إلى مناطق آسيا الوسطى وسيبيريا. تبعاً لنيكولاس ويرث، وصلت نسبة الوفيات بين الـ 600,000 شخص الذين تم ترحيلهم بين 1943 و1944 إلى 25%.
وشكل أخيرا كونفدرالية شعوب شمال القوقاز عشية انهيار الاتحاد السوفييتي
بعد نهاية الاتحاد السوفياتي، نالت كل من جورجيا، وأرمينيا وأذربيجان استقلالها في عام 1991. أصبحت المنطقة مقراً لصراعات محلية مختلفة منذ نهاية الاتحاد السوفياتي، مثل صراع ناجورني قرة باغ (1988-1994)، والصراع الأوسيتي-الأنغوشي (1989-1991)، بينما بقي القوقاز الشمالي تحت الاحتلال الروسي ودخل حروبا جديدة بغية الحصول على الحرية وحق تقرير المصير، كمثل حرب أبخازيا (1992-1993)، والحرب الشيشانية الأولى (1994-1996)، والحرب الشيشانية الثانية (1999-2009)، وحرب أوسيتيا الجنوبية 2008.

## القوقاز في التاريخ العربي
عرف الجغرافيون والمؤرخون المسلمون القدامى أرض القوقاز وخاصة الجزء الجنوبي منه، بأسم بلاد الرحاب، وهو اسم شائع في كتبهم، ويشمل عدة دول اليوم تضم أذربيجان وأرمينيا وجورجيا وداغستان وأجزاء أخرى من روسيا ، وقد اشتهرت فيها مدن فتحها وشيد عمارتها الفاتحون العرب مثل مدن دربند أو (باب الأبواب)، وبرذعة، ومراغة، وشروان، وتبريز وغيرها.
وكان أول من دخل أرمينيا من المسلمين هو القائد عياض بن غنم في خلافة أمير ألمؤمنين الفاروق عمر بن الخطاب حيث استطاعت هذه الحملة من فتح مدينة بدليس ، وأول من دخل داغستان هو القائد سراقة بن عمرو وفتح مدينة دربند.

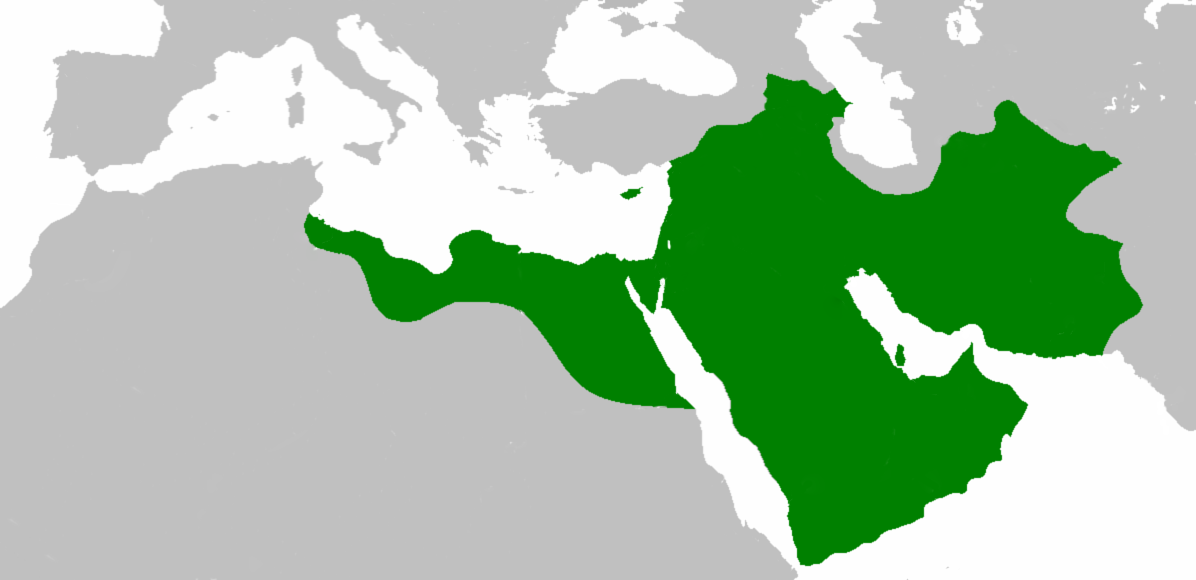
الدولة الإسلامية في عهد عثمان بن عفان

أما أشهر المدن القوقازية لدى العرب في عهد الخليفة الراشد عثمان بن عفان وكذالك الخلافة الأموية فهي مدينة دربند أو كما يسمونها (باب الابواب) وعرفت أيضا بـ(الباب)، وهي تقع في داغستان اليوم، وتطل على بحر قزوين، قال عنها ياقوت الحموي في معجم البلدان: (وباب الأبواب على بحر طبرستان وهو بحر الخزر وهي مدينة أكبر من أردبيل نحو ميلين في ميلين ولهم زروع كثيرة وثمار قليلة إلا ما يحمل إليهم من النواحي، وعلى المدينة سور من الحجارة ممتد من الجبل طولا في غير ذي عرض لا مسلك على جبلها إلى بلاد المسلمين لدروس الطرق وصعوبة المسالك من بلاد الكفر إلى بلاد المسلمين)، وأضاف: (وهي محكمة البناء موثقة الأساس من بناء أنوشروان وهي أحد الثغور الجليلة العظيمة لأنها كثيرة الأعداء الذين حلوا بها من أمم شتى وألسنة مختلفة).
ثم أصبحت دربند بعد ضعف الخلافة العباسية مقرا للأمراء العرب من سلالة هاشم بن سراقة السلمي.
أما مدينة برذعة وتقع في أذربيجان اليوم، وصفها المؤرخين بأنها قصبة أذربيجان، وتقع في أقصاها، قال الإصطخري عنها: (برذعة مدينة كبيرة جدا أكثر من فرسخ في فرسخ، وهي نزهة خصبة كثيرة الزرع والثمار جدا، وليس ما بين العراق وخراسان بعد الري وأصبهان مدينة أكبر ولا أخصب ولا أحسن موضعا من أفق برذعة)، وفي برذعة يقع قبر القائد الشهير يزيد بن مزيد الشيباني، والذي استطاع أبناؤه فيما بعد تأسيس دولة في المنطقة كانت لها آثارها الباقية حتى اليوم.
أما مدينة مراغة فقد وصفها ياقوت بأنها أعظم وأشهر بلاد أذربيجان، ويضيف عن قصة بنائها بأن: (عسكر مروان بن محمد وهو والي إرمينية وأذربيجان في عهد الخليفة هشام بن عبد الملك عندما أنصرف من غزو مرقان وجيلان وكان قريبا من مراغة وكان فيها أوحال كثيرة فكانت دوابهم تتمرغ فيها فجعلوا يقولون ابنوا قرية المراغة وهذه قرية المراغة فحذف الناس القرية وقالوا مراغة وكان أهلها أتبعوها إلى مروان فابتناها وتألف أهلها فكثروا فيها وعمروها)، وفي خلافة هارون الرشيد ولى خزيمة بن خازم بن خزيمة التميمي والياً على أرمينية وأَذْرَبيجان، فبنى سور مراغة وأنزلها جنداً كثيفاً، ولما أعلن بابك الخرمي ثورته على الخلافة العباسية سنة 201 هـ من جبال أَذربيجان، لجأ الناس إِلى مراغة فنزلوها وتحصنوا فيها، ويضيف ياقوت: (وبها آثار وعمائر ومدارس وخانكاهات حسنة وقد كان فيها أدباء وشعراء ومحدثون وفقهاء).
أما مدينة شروان وهي مدينة من نواحي باب الأبواب، وقصبتها شماخي كما يروي المؤرخين، وهي بالقرب من بحر قزوين، وقد عرفت شروان بكونها مركزا دينيا كبيرا في بلاد الرحاب وخرج منها العديد من الفقهاء والأدباء من العرب وغيرهم، وكانت مقرا لإمارة بني يزيد بن مزيد الشيباني، وإلى شروان تنسب عربية تلك البلاد فيقال: (عربية شروان)، والتي كانت لهجة عربية يتحدث بها سكان تلك البلاد، وظلت متداولة حتى أواسط القرن العشرين قبل أن تذوب فيما ذاب من لغات وثقافات ضمن إطار الإتحاد السوفييتي السابق.
أما مدينة تبريز، وتقع اليوم ضمن أذربيجان الإيرانية، قال عنها ياقوت: (أشهر مدن أذربيجان وهي مدينة عامرة حسناء ذات أسوار محكمة بالآجر والجص وفي وسطها عدة أنهار جارية والبساتين محيطة بها والفواكه بها رخيصة)، وأضاف: (وكانت تبريز قرية حتى نزلها الرواد الأزدي المتغلب على أذربيجان في أيام الخليفة المتوكل العباسي ثم إن الوجناء بن الرواد الأزدي بنى بها هو وإخوته قصورأ وحصنها بسور فنزلها الناس معه)، وفيها أقام بنو الرواد من قبيلة الأزد، وكانت لهم فيها إمارة ونفوذ.
أما مدينة تفليس، وتعد اليوم عاصمة جورجيا، قال مشعر بن مهلهل الشاعر في رسالته: (وسرت من شروان في بلاد الأرمن حتى انتهيت إلى تفليس وهي مدينة لا إسلام وراءها يجري في وسطها نهر يقال له الكر يصب في البحر وفيها غروب تطحن وعليها سور عظيم وبها حمامات شديدة الحر لا توقد ولا يستقي لها ماء)، وافتتحها المسلمون في أيام عثمان بن عفان رضي الله عنه، وقد شهدت تفليس حروبا متواصلة بين المسلمين والكرج والأرمن والخزر، وخضعت للصفويين والعثمانيين ثم للروس .
وإضافة إلى المدن التي ذكرت؛ اشتهرت في بلاد الرحاب مدن أخرى وقرى كثيرة، كان لها ذكر في التاريخ الإسلامي، وخرجت العديد من القادة والفقهاء والعلماء والأدباء .
كانت سياسة الدولة الإسلامية في القرون الأولى تدفع باتجاه توطين القبائل العربية المشاركة في فتوح البلاد المختلفة لعدة أسباب، على رأسها نشر الدين الإسلامي واللغة العربية، ثم كي يكونوا درعا واقيا لحدود الدولة وأطرافها، وقد لعبت تلك القبائل العربية دورا مركزيا في نشر الإسلام والدفاع عن البلدان المفتوحة، وأنشئوا دولا وإمارات ساهمت في نهضة وتطور تلك البلدان، إلا أنها تفككت وظهرت إمارات إسلامية أخرى للأكراد والترك لا سيما بعد ظهور السلاجقة.
وذكر البلاذري في (فتوح البلدان) أن العرب لما نزلوا أذربيجان نزعت إليها عشائرها من البصرة والكوفة والشام، وغلب كل قوم على ما أمكنهم وابتاع بعضهم من العجم الأراضي، وألجئت إليهم القرى للخفارة، فصار أهلها مزارعين لهم.
في عهد علي بن أبي طالب رضي الله عنه ولى أذربيجان الأشعث بن قيس الكندي، فأنزل مدينة أردبيل جماعة من أهل العطاء والديوان من العرب ومصرها وبنى مسجدها.
وسكن تلك البلاد العديد من الصحابة والتابعين، ولكن بداية التوطين الحقيقية كانت في زمن معاوية بن أبي سفيان حيث قدم أكثر من ألفين من أبناء القبائل العربية ونزلوا في منطقة قالي قلا وتملكوا أراضي زراعية إضافة إلى مهامهم القتالية.
وفي عهد هشام بن عبد الملك نزل أذربيجان ما يقارب الخمس وعشرون ألف من العرب وتوطنوا فيها.

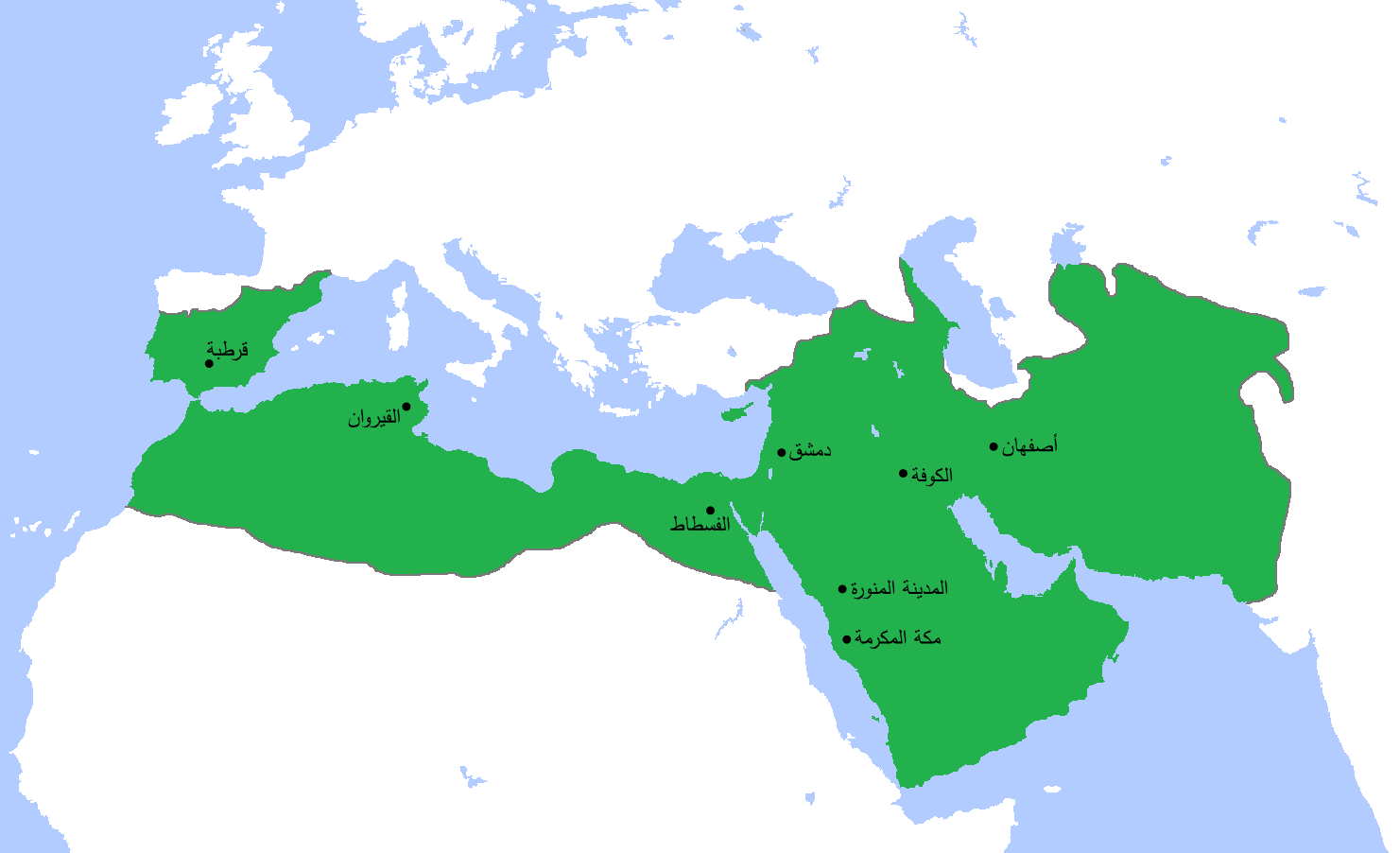
الدولة الأموية في أقصى اتساع لها

وفي عهد الخليفة العباسي أبو جعفر المنصور قدم تلك البلاد سبعة آلاف مقاتل من العرب سكنوا هنالك، وأصبحوا فيما بعد جزءا من نسيجها السكاني، وكان الوالي فيها بتلك الفترة هو يزيد بن أسيد السلمي.
واستمر تدفق القبائل العربية على أذربيجان وأرمينيا لا سيما في عهد الدولة الحمدانية التي وصل نفوذها إلى تلك البقاع لبعض الوقت، ونظرا لكثرة العرب النازلين هناك وتنوع قبائلهم فقد نشبت العديد من الخلافات والصراعات القبلية بين تكتلاتهم الرئيسية: اليمانية وربيعة ومضر، وكان لها أثر سيئ فيما بعد على وحدتهم واستقرارهم وأدت إلى ضعف قوتهم العسكرية ونفوذهم السياسي، وظهور منافسين أقوياء لهم في المنطقة لا سيما بعدما أرهقتهم حروبهم المستمرة مع الخزر والصقالبة والأرمن والكرج.
ومن أهم القبائل العربية التي سكنت أذربيجان وجنوب القوقاز التي تعرف ببلاد الرحاب:
- الأزد: ومن أشهر شيوخهم الرواد الأزدي الذي نزل تبريز، ثم خلفه ولده الوجناء بن الرواد، وقد بنى في تبريز أبنية وحصنها بسور.
- بنو همدان: ونزلوا الميانج وخلباثا، وقد مدن عبد الله بن جعفر الهمداني محلته بالميانج، وصير للسلطان بها منبرا.
- بنو الأود: وقد نزلوا كورة برزة، وكان لهم نفوذ فيها.
- طيء: ونزلوا قرية نريز؛ نزلها منهم مر بن عمرو الطائي، فبنى بها وأسكنها ولده ثُم أنهم بنوا بها قصورا ومدنوها، وبنوا سوق جابروان وكبروه وأفرده السلطان لهم، فصاروا يتولونه دون عامل أذربيجان على ما ذكره البلاذري.
- كندة: ونزلوا قرية سراة وعمروها.
- بنو البعيث: ونزلوا المرند وكانت قرية صغيرة، فنزلها حلبس أبو البعيث، ثم ابنه محمد بن البعيث، وبنى بها قصورا، ثم قَد عصى في خلافة المتوكل العباسي فحاربه بغا الصغير أحد قادة الخليفة، حتى ظفر به وحمله إلى سامراء، وهدم حائط مرند.
- بنو شيبان: وكان لهم حضور قوي في بلاد الرحاب، ومن أشهرهم يزيد بن مزيد الشيباني الذي أقام أبناؤه دولة قوية في مناطق واسعة من داغستان وأذربيجان، وكان مركزها شروان.
- بنو سليم: ومنهم قادة عسكريون ساهموا في فتح تلك البلاد من أشهرهم عتبة بن فرقد السلمي، ثم أسس أحد أمرائهم هناك وهو هاشم بن سراقة السلمي إمارة تولى أبناؤه من بعده الحكم فيها، وكانت عاصمتها دربند.
- القيسية: وكان لهم تواجد كثيف في منطقة ملاذكرد.
- قبائل أخرى كثيرة، كتغلب وبني الجحاف والأشعريين وغيرهم، نزلوا في عدة مدن وكانت لهم إمارات في مدن ناخجوان، دبيل، قاليقلا، أرجيش، بيركري، أرجكة، منازكرد، نبركرد، باذغيش وسالماس وغيرها.

وبقي العرب في هذه المناطق حتى لعبت الصراعات القبلية بين القبائل المختلفة، والحروب المستمرة مع الشعوب المجاورة في ضعف قوة العرب وذوبان أغلبهم في شعوب تلك البلدان، حيث نشأت إمارات ديلمية وكردية، كبني مسافر وبني شداد وبني كاكويه وغيرهم، لغاية وصول الزحف السلجوقي الذي أسهم في تتريك أذربيجان وأجزاء من داغستان، وكان للغزو المغولي دوره المدمر في ذلك.
وكان من أشهر القادة العرب الذين شاركوا في فتح هذه المناطق هم بالترتيب الزمني:
- عياض بن غنم أول فاتح لأرمينيا في عهد عثمان بن عفان
- سراقة بن عمرو فاتح دربند في داغستان وأول من دخل داغستان في عهد عمر بن الخطاب
- حذيفة بن أسيد قائد حملة جبال اللان في عهد عمر بن الخطاب
- عتبة بن فرقد السلمي فاتح أذربيجان في عهد عمر بن الخطاب
- بكير بن عبد الله فتح جزء من أذربيجان
- حذيفة بن اليمان شارك في فتوحات أذربيجان وأحد الموقعين على الصلح معهم في عهد عمر بن الخطاب
- الوليد بن عقبة قاد الجيش الذي قضى على ثورة أذربيجان في عهد عثمان بن عفان
- عبد الله بن شبيل الأحمسي
- قريظة بن كعب الأنصاري
- جرير بن عبد الله البجلي قاد حملة للقضاء على ثورة أذربيجان وقتل ملكهم
- سلمان بن ربيعة الباهلي من أشهر القادة الذين فتحوا القوقاز وقتل فيها في مدينة بلنجر في داغستان عام 28 هـ
- عبد الرحمن بن ربيعة الباهلي شارك في فتوحات القوقاز وقتل بعد مقتل أخيه سلمان في بلنجر في عهد عثمان بن عفان عام 32 هـ
- الأشعث بن قيس والي أذربيجان في عهد علي بن أبي طالب
- حبيب بن مسلمة قائد فتوحات أرمينيا الكبرى في عهد معاوية بن أبي سفيان
- محمد بن مروان والي أرمينيا والجزيرة الفراتية في عهد عبد الملك بن مروان
- الجراح بن عبد الله الحكمي قتل في داغستان بعد محاولتة اخماد ثورات الخزر والأتراك في القوقاز في عهد هشام بن عبد الملك
- سعيد بن عمرو الحرشي الذي قاد حملة ثأر لمقتل الجراح بن عبد الله الحكمي في داغستان والقوقاز وحرر أسرى المسلمين.
- مسلمة بن عبد الملك قاد حملة كبرى إكمالاً لحملة سعيد الحرشي وأستطاع القضاء على ثورات الخزر والترك بشكل نهائي.
- مروان بن محمد والي أرمينيا وأذربيجان وأجزاء من القوقاز والجزيرة الفراتية وموطد الحكم الإسلامي في القوقاز.
- يزيد بن أسيد السلمي والي أرمينيا في عهد أبو جعفر المنصور وأستطاع التوسع شمالا.

## الديموغرافيات

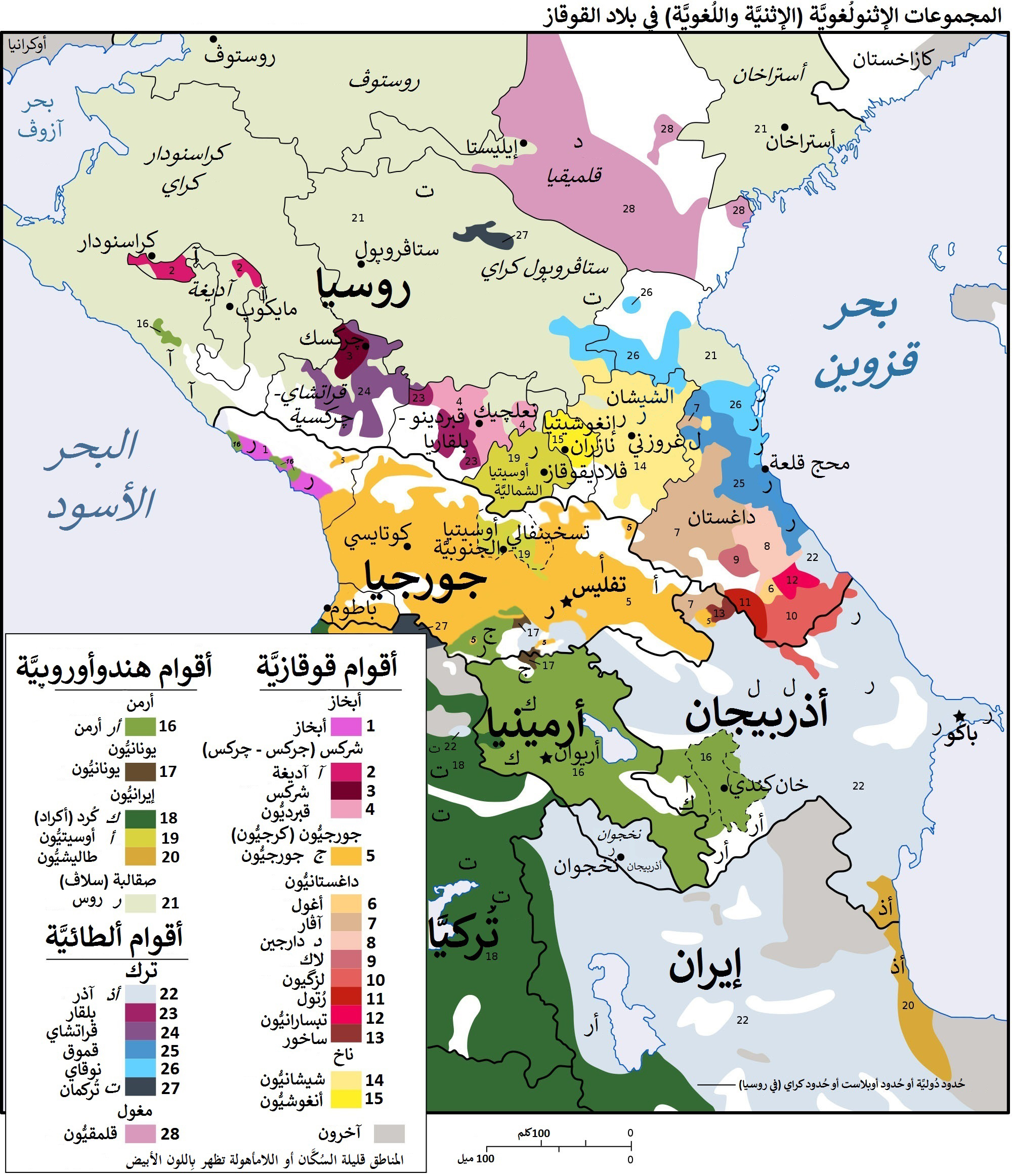
الجماعات العرقية واللغات في القوقاز

تحوي المنطقة لغات وعائلات لغوية مختلفة. يوجد هناك أكثر من 50 مجموعة عرقية تعيش في القوقاز. ومن أهم تلك الشعوب التي حاربت لفترة أطول من الشيشان وغيرهم هم الشراكسة ولديهم لغة خاصة في النسخة الأجنبية المترجم منها هذا المقال .
فإن شدة وحدة المصير والتشابه بالتقاليد والثقافة المشتركة رغم اختلاف اللغات يجعل التمييز صعبا خاصة وأن كلمة شركس تطلق على من قبل من استقبل مهجري
الحرب الروسية القفقاسية في البلاد العربية على عدة شعوب وأعراق هاجرت إليهم.
ينقسم القفقاسيون في يومنا هذا إلى فئتين رئيسيتين: السكان الأصليون والوافدون. ينقسم السكان الأصليون بدورهم إلى فئتين رئيسين: تعود جذور الفئة الأولى ـ حسب تقارير البيزنطيين والرومان والجنويين واليونان ـ إلى جميع الذين استوطنوا المنطقة منذ الألف الخامس ق.م. أما جذور الفئة الثانية فيعود تاريخها إلى الفترة المحصورة ما بين القرنين الرابع والثاني عشر الميلادي حيث تدفق سيل الأقوام المهاجرة من الشرق الأقصى باتجاه الغرب وبقي قسم منهم في القفقاس ليستوطن قلب المنطقة.
ينقسم القفقاسيون في يومنا هذا إلى فئتين رئيسيتين: السكان الأصليون والوافدون. ينقسم السكان الأصليون بدورهم إلى فئتين رئيسين: تعود جذور الفئة الأولى ـ حسب تقارير البيزنطيين والرومان والجنويين واليونان ـ إلى جميع الذين استوطنوا المنطقة منذ الألف الخامس ق.م. أما جذور الفئة الثانية فيعود تاريخها إلى الفترة المحصورة ما بين القرنين الرابع والثاني عشر الميلادي حيث تدفق سيل الأقوام المهاجرة من الشرق الأقصى باتجاه الغرب وبقي قسم منهم في القفقاس ليستوطن قلب المنطقة.
بهذا ينقسم السكان الأصليون إلى مجموعات ثلاث سكان وسط وغرب القفقاس المتمثلين بالأديغة والأبخاز وتشمل هذه المجموعة كل من قبائل الأديغة: الأبزاخ والشابسوغ والبجدوغ والجمكوي والحاتقواي والقبردي والأوبيخ والأباظة وغيرها
سكان شرق القفقاس من الشيشان والأنغوش ويشملهم اسم الفايناخ
قبائل الداغستان كالأندي والأوار واللاق والدارغين والليزكي والغازي قموق وغيرها.
ومن السكان المحليين من هم ذوو أصول طورانية كالقراشاي والبلقار والنوغاي والقموق، ومنهم من هم ذوو أصول فارسية كالأسيتين، ولئن حدثنا التاريخ عن بعض الخلافات والمجابهات التي حدثت بين السكان الأصليين والمستوطنين الجدد، إلا أن القفقاسيين وعلى تنوعهم، قد نجحوا في صياغة تعايش سلمي؛ فكونهم يدينون جميعا بدين واحد هو الإسلام ويواجهون عدوا واحدا (الروس) يخوضون ضده عين النضال ويتشاركون في الأفراح والأحزان فقد انصهروا جميعا في بوتقة ثقافية واحدة 
والأباظة في البلدان العربية يطلق على الابخاز كلهم . في حين أن الأباظة هم شعب من الابخاز.

## معرض صور

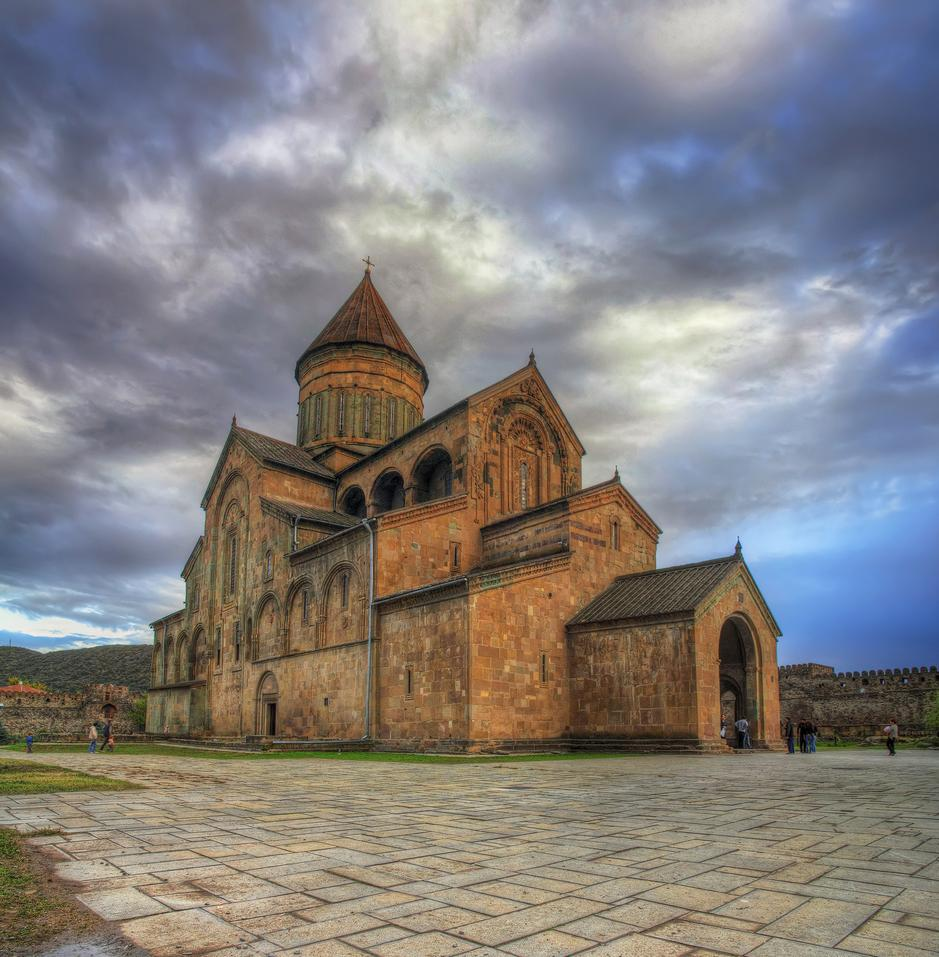
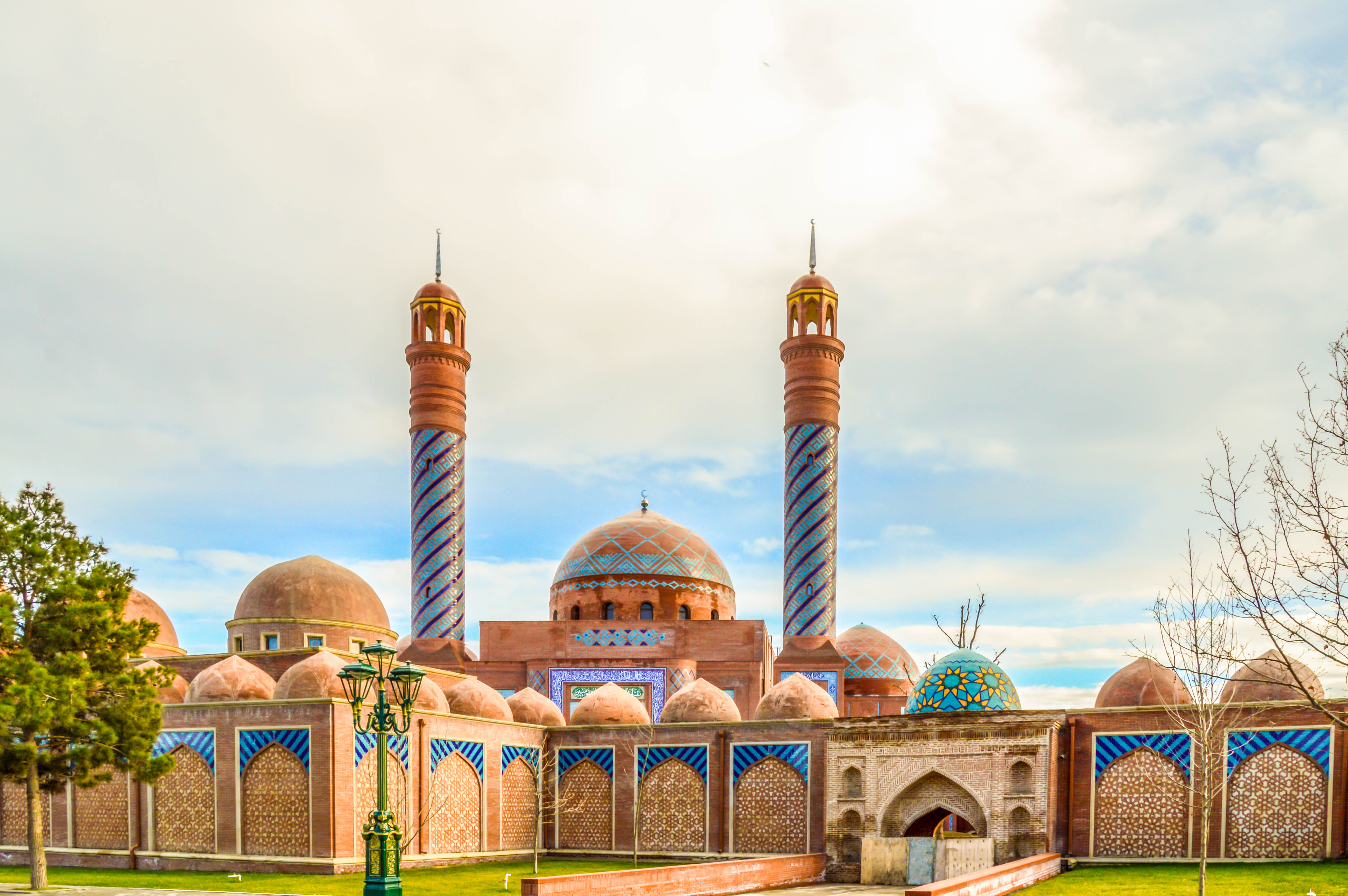
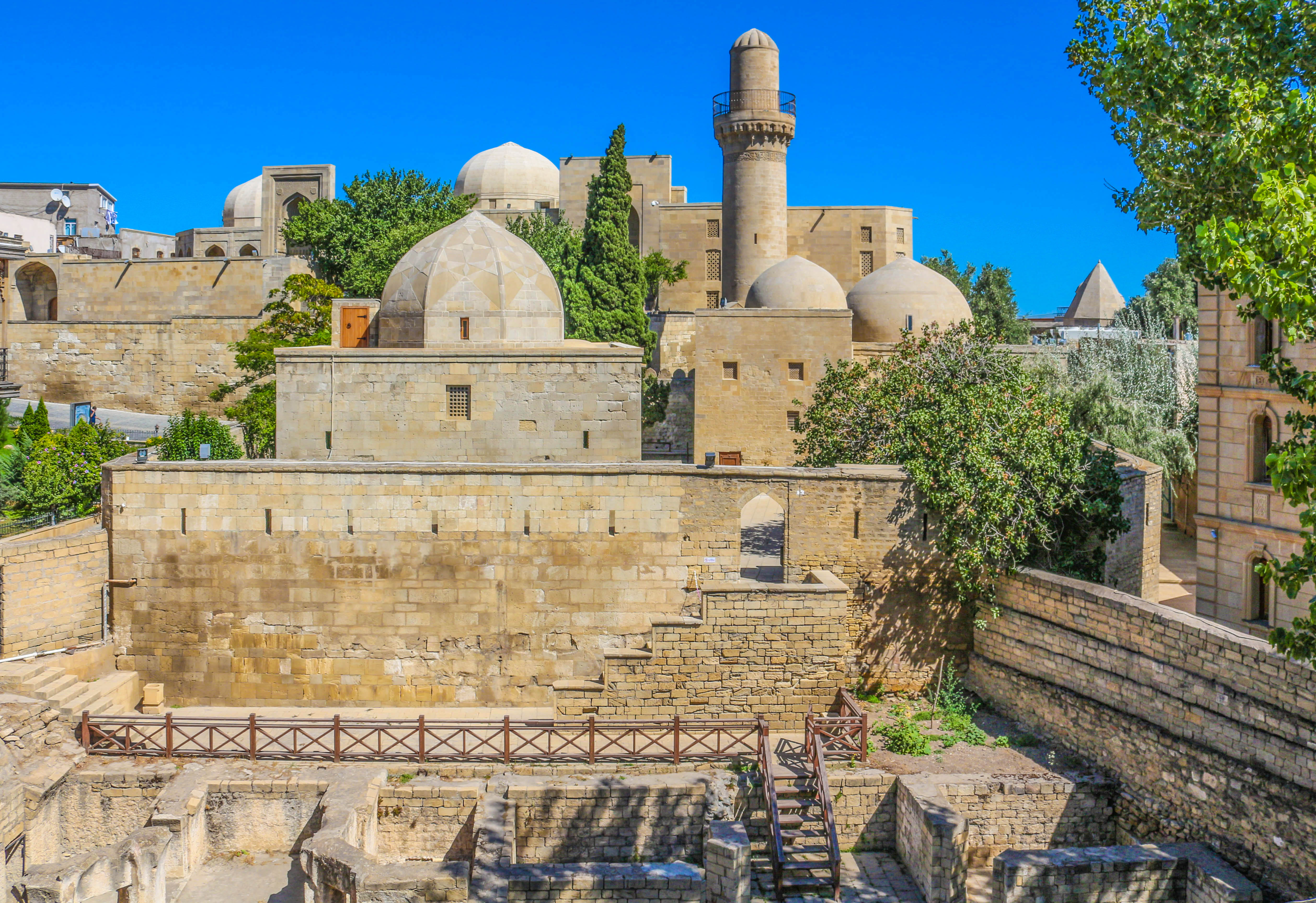
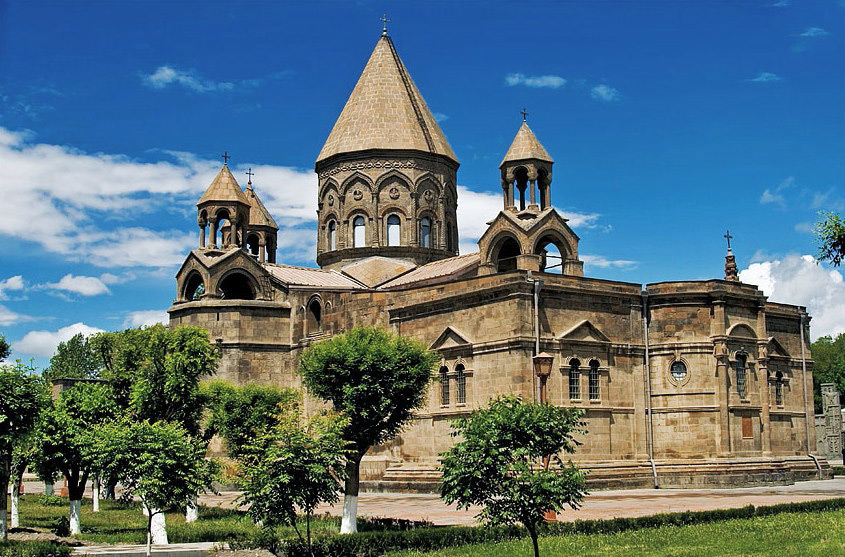
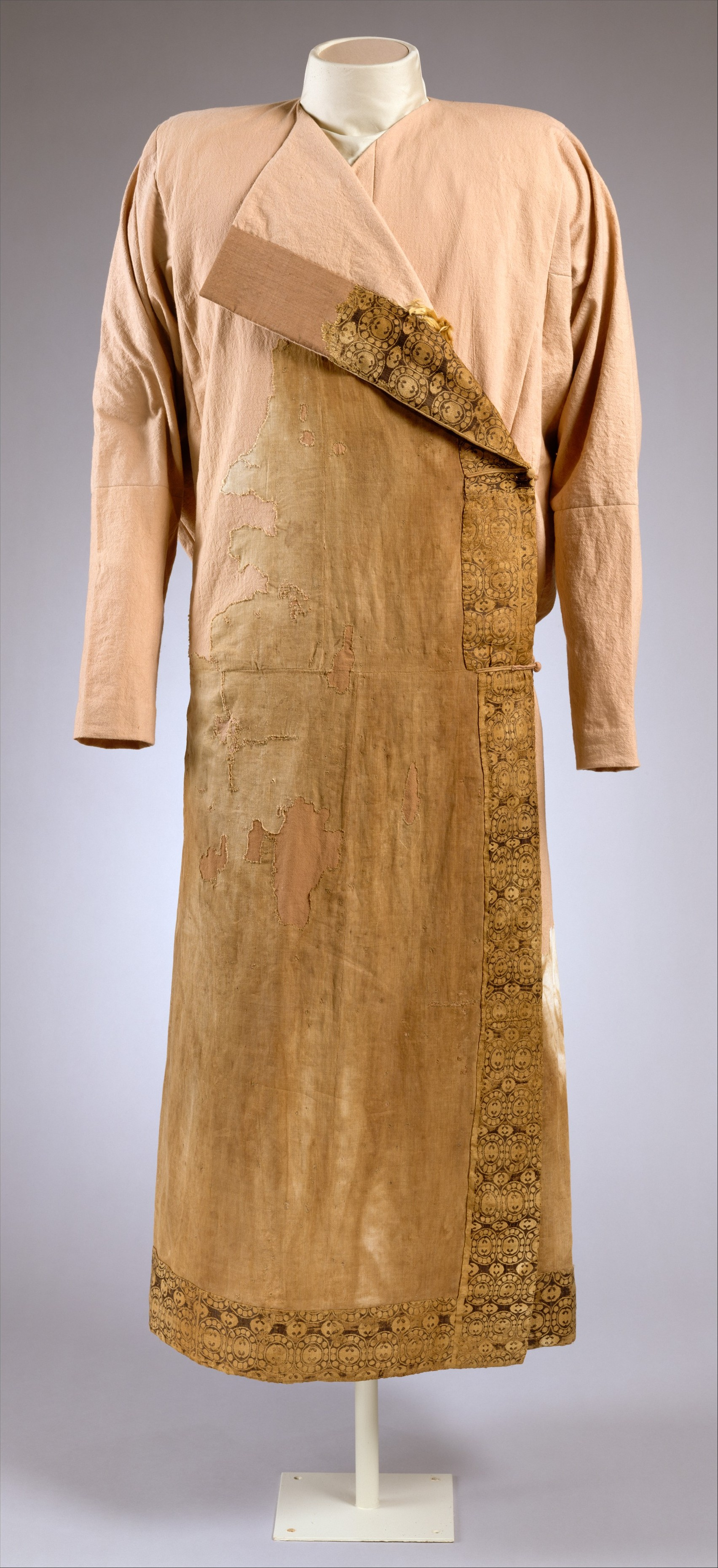
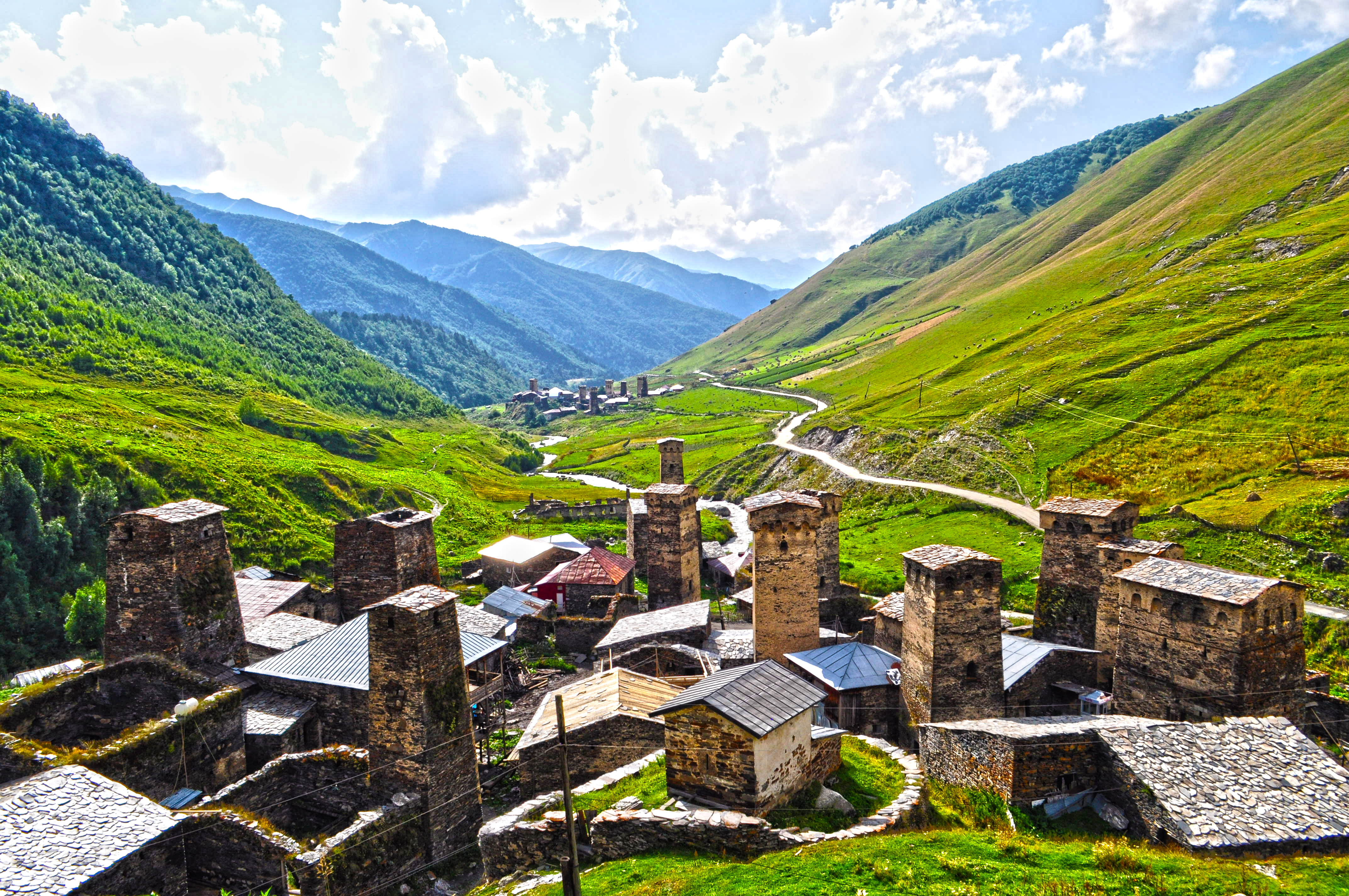

## وصلات خارجية
- غزوة أرمينيا الكبرى